# 화순 효산리와 대신리 지석묘군
화순 효산리와 대신리 지석묘군(和順 孝山里와 大薪里 支石墓郡)은 대한민국 전라남도 화순군 효산리 모산마을에서 월곡제, 춘양면 대신리로 넘어가는 보성재 양쪽 계곡 지역에 청동기시대의 바둑판식(남방식) 고인돌 596기가 분포하고 있는 지석묘이다. 1998년 9월 17일 대한민국의 사적 제410호로 지정되었다.

## 개요
지석묘란 고인돌이라고도 하는데, 크고 넓적한 바위를 큰 돌 몇 개로 괴어 놓은 선사시대 무덤을 가리킨다.
화순군 효산리 모산마을에서 월곡제, 춘양면 대신리로 넘어가는 보성재 양쪽 계곡 지역에 청동기시대의 바둑판식(남방식) 고인돌 596기가 분포하고 있다.
조사 결과 고인돌, 돌방무덤(석실분), 독무덤(옹관묘), 돌널무덤(석관묘), 널무덤(토광묘)을 확인하였고, 석기류, 토기류, 청동기류 치레거리(장신구) 등 다양한 유물이 출토되었다. 특히 주변의 암벽에서 고인돌의 덮개돌을 떼었던 흔적이 남아 있어, 고인돌을 만들었던 과정을 알 수 있게 해준다. 대신리 산 중턱에는 길이 7m, 높이 4m, 무게 약 200여 톤이나 되는 커다란 덮개돌이 있다. 이것은 현재까지 알려진 것 가운데 가장 큰 것이다
주변의 자연 경관도 잘 보존되어 있어 한국 고대 문화와 생활상 비교·연구에 중요한 자료가 되는 유적이다.

## 같이 보기
- 지석묘

## 참고 자료
- 화순 효산리와 대신리 지석묘군 - 국가유산청 국가유산포털